# Machaeranthera tanacetifolia
Aster à feuilles de tanaisie
Espèce
Classification phylogénétique
Machaeranthera tanacetifolia est une espèce de plantes à fleurs de la famille des Astéracées, originaire d'Amérique du Nord.

## Description morphologique
C'est une plante herbacée.

### Appareil végétatif
Cette composée à racine pivotante mesure en général de 10 à 40 cm de hauteur, mais elle peut dépasser 90 cm,.
Elle possède des tige simples ou ramifiées, à port dressé, velues et glanduleuses, qui portent des feuilles très découpées. Ces feuilles, de disposition alterne et mesurant entre 3 et 12 cm de longueur, sont disposées en groupes denses et possèdent un pétiole très court, voire absent. Tiges et feuilles confèrent, à maturité, un aspect broussailleux à la plante.
Les feuilles sont pennées en folioles linéaires ou lancéolés, présentant à leur extrémité une petite épine raide. Elles sont généralement longues de 8 à 11 cm (mais parfois de 3 à 12,5 cm) et larges de 0,4 à 4 cm. Les folioles les plus développés sont eux-mêmes pennés, ce qui fait dire que ces feuilles sont bipennées.
Machaeranthera parviflora est une espèce assez similaire d'aspect et vivant dans le même type de région, mais elle possède des capitules plus petits et des feuilles moins divisées.

### Appareil reproducteur
Cette plante est annuelle ou bisannuelle. La floraison survient de mai à septembre.
Les "fleurs", isolées et terminales, sont en fait des capitules. Chaque capitule présente à la base un involucre hémisphérique de 6 à 11 mm. Ce dernier est constitué de nombreuses bractées (de 40 à 80 généralement, mais les valeurs peuvent varier de 24 à 100) étroites (de 0,5 à 1,2 mm de large), disposées en 3 à 6 séries. Ces bractées, de forme linéaire ou lancéolée, peuvent être droites ou recourbées vers l'arrière; leur base est papyracée.
Le réceptacle des capitules mesure de 3,1 à 8 ou 10 mm de diamètre. Ce réceptacle portent de nombreuses fleurs miniatures appelées fleurons :
- les fleurons ligulés, qui ressemblent à des pétales, sont étroits, de couleur rose violacé, bleu violacé ou mauve franc. Chaque capitule en porte de 12 à 30, voire jusqu'à 50. Chacune de ces fleurs miniatures mesure de 0,8 à 2 cm de longueur pour 0,1 à 0,4 cm de diamètre.
- Les fleurons tubulaires constituent le cœur jaune du capitule. Ils sont en général très nombreux (de 20 ou 40 jusqu'à 160) et mesure de 0,4 à 0,7 cm de longueur[2],[4].

Le fruit est un akène de petite taille (de 2 à 4 mm). Il est couvert de poils courts et disposés à plat sur sa surface, présente 4 à 6 côtes sur chaque face et possède au sommet de nombreuses soies fines formant un pappus de 2 à 8 mm de longueur,.
La formule chromosomique de cette espèce est 2n=8.

## Répartition et habitat

### Répartition
On trouve cette espèce dans l'ouest de l'Amérique du Nord, du sud de l'Alberta (Canada) jusqu'au Mexique, particulièrement dans les Rocheuses, à l'ouest des Grandes Plaines et dans les déserts du Mexique et du sud-ouest des États-Unis,,.

### Habitat
Machaeranthera tanacetifolia préfère les zones découvertes arides ou semi-arides, sur les bords de route, dans les zones dégradées, dans les plaines ou dans les déserts, surtout dans les zones à Larrea tridentata et notamment dans le lit des cours d'eau temporaires. On peut aussi trouver cette plante dans les bois peu denses à association Pinus-Juniperus ou Pinus-Quercus, toujours dans les zones arides ou semi-arides,.
Elle pousse généralement entre 800 et 2 500 m d'altitude, sur sol bien drainé et souvent sableux,.

## Rôle écologique
Cette plante est une source de nectar pour les insectes butineurs. Elle constitue une alternative pour remplacer, en Amérique du Nord, l'espèce devenue invasive Lantana montevidensis.

## Systématique

### Taxinomie
Cette espèce fut décrite en 1818 sous le nom Aster tanacetifolius par le botaniste allemand Karl Sigismund Kunth dans "Nova Genera et Species Plantarum". En 1832, Christian Gottfried Daniel Nees von Esenbeck, compatriote du précédent, rebaptisa l'espèce en Machaeranthera tanacetifolia.
Plusieurs autres appellations synonymes ont été attribuées à cette espèce:
- Aster chrysanthemoides Willd. ex Spreng.
- Aster pinnatifidus Sessé & Moc.
- Chrysopsis coronopifolia Nutt.
- Dieteria coronopifolia (Nutt.) Nutt.
- Machaeranthera coronopifolia (Nutt.) A. Nelson
- Machaeranthera parthenium Greene

### Variétés
Selon certains auteurs (notamment Asa Gray qui les a décrites en 1853), il existerait deux variétés de Machaeranthera tanacetifolia:
- Machaeranthera tanacetifolia var. humilis  A. Gray 1853
- Machaeranthera tanacetifolia var. pygmaea  A. Gray 1853

Cependant, selon le Missouri Botanical Garden, Machaeranthera tanacetifolia var. humilis serait en fait une espèce à part, Machaeranthera tagetina Greene, et Machaeranthera tanacetifolia var. pygmaea serait considérée par certains comme une autre espèce, Machaeranthera pygmaea (A. Gray) Wooton & Standl.

## Machaeranthera tanacetifoliaet l'homme
Cette plante est parfois utilisée comme plante ornementale, à la fois pour ses fleurs et pour ses feuilles. Elle garnit alors les rocailles ou les pelouses. Elle est préconisée pour remplacer, aux États-Unis, l'espèce devenue invasive Lantana montevidensis (voir le paragraphe Rôle écologique).
Autrefois, les Amérindiens Navajos utilisaient la poudre de la racine séchée de cette plante comme décongestionnant nasal.

### Autres médias
- Galerie de photos sur le site Calphotos